# Daňová asignace
Daňová asignace je způsob veřejného financování neziskového sektoru. Jedná se o vládní nástroj v rukách daňového poplatníka, který mu umožňuje přímo rozhodovat, jak bude s částí jeho daně z příjmu nakládáno. Tuto částku tedy neodvádí státu, ale poskytne ji některé veřejně prospěšné organizaci, církvi či občanskému spolku, čistě dle svého uvážení. 
Daňová asignace je přímo vázána na daň z příjmu, a to především fyzických osob, v určitých zemích se může ovšem týkat i právnických osob. Výše daňové asignace se pohybuje kolem jednoho až dvou procent, které má daňový poplatník možnost poukázat subjektům jasně určeným zákonem.
Tento aparát je typický zejména pro země střední a východní Evropy, ačkoli jako jedny z prvních jej zavedly vlády Itálie a Španělska coby podporu církvím. V České republice byl několikrát v parlamentu návrh zákona, který by daňovou asignaci umožňoval, ale pokaždé byl zamítnut (2001 a 2005).
Z podstaty věci se však nejedná o dobročinnost; jde stále o daňovou redistribuci s tím rozdílem, že při ní má každý poplatník možnost rozhodovat kam tyto finance poputují. Nejedná se ani o žádné daňové zvýhodnění, jako je tomu například u darů, které jsou odečitatelnou položkou u daňového základu, ale jde o procentuální část z odvedené částky. 
Daňové asignace se do určité míry podobají dotacím, jelikož o jejich využití také rozhodují sami daňoví poplatníci a podléhají kontrole ze strany státu. Daňová asignace se od dotace liší zejména nakládáním s asignovanými prostředky, které nemusí být využity na konkrétní účel. Daňový poplatník tedy určuje, komu bude asignace udělena, ale nemá kontrolu nad jejím užitím, jelikož organizace může prostředky využít dle svého uvážení.
Jelikož nejde ani o žádnou „další“ daň, většinou daňová asignace nahrazuje (či doplňuje) systém vládních dotací, kterou jsou však účelové; což finanční prostředky z daňové asignace nejsou, nicméně často však daná organizace má za povinnost uvádět, jak s nimi naložila.

## Výhody daňové asignace
Jelikož sám poplatník rozhoduje o příjemci těchto peněz, může daňová asignace zvýšit angažovanost a zájem občanů o veřejné projekty. Daňová asignace vlastně přináší do zastupitelské demokracie prvky přímého rozhodování. Jedná se o neúčelové finance, což může být výhodou pro neziskové organizace, které většinou dostávají od státu dotace, které jsou však přidělovány přímo na určité projekty. Tyto organizace však většinou musí následně uvést, jak s těmito financemi naložily; asignace tedy může zvýšit transparentnost hospodaření neziskového sektoru. Pokud by daňoví poplatníci mohli rozhodnout o asignování části svých zaplacených daní, dalo by se dalo by se očekávat, že se jejich motivace k placení zvýší a tím zmírňovat nechuť k platbě zákonem stanovených daní a poplatků. Asignování daní je podmíněno tím, že správce daně neeviduje vůči poplatníkovi žádné pohledávky, díky čemuž se zvyšuje morálka poplatníka platit daně. Očekává se spravedlivější rozdělení prostředků.  Při rozhodování o udělení dotací může dojít k situaci, kdy stát bude upřednostňovat větší organizaci. U daňových asignací je pouze na občanech, které neziskové organizaci asignují část svých daní a není vyloučeno, že si vyberou organizaci blízko místa, kde žijí. Prostředky tak půjdou do menších a méně známých institucí, než by tomu bylo, kdyby o těchto prostředcích rozhodoval stát. Je proto v zájmu organizací zlepšit komunikaci s občany a informovat je o své činnosti. Konkurenceschopnost. Již teď musejí neziskové organizace bojovat o to, která z nich přinese veřejnosti kvalitnější, prospěšnější, modernější, dostupnější služby či statky. Zavedením daňových asignací by se neziskové organizace dostaly hlouběji do povědomí široké veřejnosti. Jejím záměrem by bylo více šířit svou dosavadní činnost a oslovovat potenciální přispěvatele, kteří by se mohli rozhodnout, na jaké záměry by poskytli finanční prostředky.

## Nevýhody daňové asignace
Způsob redistribuce veřejných financí skrze daňovou asignaci může být přínosnější pro velké organizace, které mohou vést lepší kampaň. Dalším negativem může být anonymita; finální administraci toho přerozdělování vykonává stát, tedy organizace neví, kdo jim peníze poslal (na rozdíl od přímých soukromých darů). Není tedy možné navázat dlouhodobý vztah jednotlivce s neziskovou organizací, který by potenciálně mohl vést k pravidelné podpoře organizace a vytvoření silné základny dárců. 
Příjmy pro neziskový sektor z asignace také nejsou stále a mohou se rok od roku výrazně lišit, společnosti tedy nemohou finančně plánovat více než rok dopředu. Jelikož se jedná o částku z již odváděných daní, státní pokladna by tím o tyto finance přišla. V některých zemích se po zavedení daňové asignace zrušila možnost daňového odpočtu darů – tedy menší motivace lidí soukromě podporovat veřejně prospěšné organizace. Daň je definovaná jako povinná, nenávratná, zákonem určená platba do veřejného rozpočtu. Je to platba neúčelová a neekvivalentní. Daně jsou odvedeny do státního rozpočtu a teprve poté se rozhoduje, na jaké účely budou použity. Tím, že daňový poplatník na daňovém přiznání sám určí, jaké instituci nebo na jaké účely poputuje část jeho zaplacené daně, je narušován základní princip neúčelovosti daně.
Problémem může být také ohrožení horizontální spravedlnosti. Uvažme dvojici daňových poplatníků se stejnými zdanitelnými příjmy, jestliže se jeden z nich rozhodne daňovou asignaci využít a druhý ne, pak první z nich přispívá méně na úhradu veřejných financí a porušuje tím tak horizontální spravedlnost. Na druhou stranu je ovšem možné argumentovat, že neziskové organizace také přispívají do veřejných statků a nemusí tedy dojít k porušení horizontální spravedlnosti. 
Další nevýhodou může být také zvýšená administrativní zátěž finanční správy, která je ve většině zemí zodpovědná za asignované daně. Dopad zavedení daňové asignace například v České republice nelze s přesností určit, je ale pravděpodobné, že by se administrativní výdaje zvýšily –například kvůli zaměstnancům zodpovědným za odesílání asignovaných prostředků. Vliv by mohly mít daňové asignace i na samostatné neziskové organizace, které by mohly zvýšené náklady pocítit například kvůli zvýšeným kontrolám či zřizování speciálních účtů. 
Jedním z předních argumentů proti daňové asignace je také možné odrazení společnosti od filantropie. Tím, že občané část své daně darují vybrané neziskové organizaci mohou nabýt milné představy, že již „dobro“ konaly, přestože ve skutečnosti pouze určily, kam bude věnována část jejich daňové povinnosti. Je tedy možné že neziskové organizace naopak přijdu o část svých příjmů, a to o skutečné dary, kterými by občané jinak dobrovolně přispěli. Někteří lidé tedy zastávají názor, že filantropie je v České republice rozvinutější než například na Slovensku právě kvůli absenci daňové asignace, která soukromé dárcovství spíše oslabuje.

## Země s daňovou asignací[7]

### Itálie
Italská republika byla jedna z prvních zemí, kde byl tento koncept zaveden. V roce 1985 zde byla ustanovena forma daňové asignace jako způsob financování církví (předtím dostávaly finance přímo ze státního rozpočtu). Jednalo se o 0,8% díl z vypočtené daně z příjmu. Tato platba nebyla dobrovolná, nýbrž povinná. Pokud sám poplatník nerozhodl o jejím příjemci, rozdělila se v poměru mezi všechny tamní církve.
Dnes je možné touto částí daně podpořit jak církve, tak další náboženské společnosti v Itálii. Postupně byly přidávány další položky, které však jsou již dobrovolné. Jedná se konkrétně o 0,5% daně z příjmu pro neziskové organizace, 0,2% politické straně a 0,2% kulturní organizaci. Každý poplatník se může rozhodnout, zda tuto část vůbec asignuje, zda ji poskytne vybrané společnosti, nebo zda ji asignuje bez určení konkrétní organizace. V Itálii i nadále existuje možnost si další soukromé dary odečíst od základu daně, která platí pro fyzické i právnické osoby, a to do výše až 2% daňového základu.
Za rok 2014 bylo asignováno 485 milionů eur a z této sumy bylo v roce 2016 alokováno 68,6% neziskovým organizacím, 26% vědecko-výzkumná a sanitární centra, 3,1% municipality a 2,3% sportovním asociacím.

### Maďarsko
Po vzoru Itálie zavedlo Maďarsko jako jedna z prvních postkomunistických zemí daňovou asignaci roku 1996. Možnost ji využít mají jen fyzické osoby, zpočátku se jednalo o možnost asignovat 1% z daně z příjmu nějaké neziskové organizaci, které byly jmenované v zákoně. Tento aparát původně nedovoloval tuto částku věnovat církvím, z tohoto důvodu byl v roce 1998 umožněno asignovat další 1% právě církvím. Díky tomuto systému (1% + 1%) mezi sebou církevní a neziskový sektor nepanuje žádná rivalita, protože jim je každému ono 1% alokováno zvlášť. V Maďarsku je také možné v asignačním formuláři vyplnit, zda poplatník chce či nechce poskytnout jméno pro onu organizaci, což má za účel snížit anonymitu při redistribuci daňových asignací a potenciálně rozvíjet další komunikaci mezi občanem a organizací, které svou asignovanou částku věnoval.

### Litva
Systému daňových asignací v Litvě předcházela kampaň neziskových organizací, které našly inspiraci v Maďarsku. Jelikož Litva byla jednou ze svazových republik Sovětského svazu, dobročinné aktivity a neziskový sektor obecně nebyly po osamostatnění moc rozvinuté, země tedy v tomto směru těžila hlavně z dárců ze zahraničí, o většinu z nich však přišla po vstupu do EU. V roce 2004 byla zavedena možnost asignovat 2% z daně neziskovým organizacím a v roce 2012 přibyla možnost věnovat další 1% politické straně. V Litvě onu dvouprocentní částku mohou dostat také veřejné neziskové organizace, jako jsou veřejné nemocnice, muzea či školky a školy. Asignace jsou neúčelové a v Litvě ani nejsou stanoveny požadavky na vykazování s jejich nakládáním.

### Slovensko
Slovensko umožnilo v roce 2001 svým daňovým poplatníkům asignovat 1% z daně z příjmu (fyzických osob) neziskovému sektoru. Po zavedení rovné daně v roce 2004 zrušila možnost odpočtu darů ze základu daně, zároveň se ale zvýšilo procento daňové asignace na 2% a navíc byla asignace uzákoněna i pro právnické osoby. V roce 2011 bylo umožněno fyzickým osobám asignovat až 3% z daně, pokud v předchozím roce vykonávaly dobrovolnickou činnost v rozsahu alespoň 40 hodin. Právnická osoba může asignovat 1%, pokud ale ve zdaňovacím období poskytla neziskovému sektoru dary v minimální výši 0,5% z vyměřené daně, může pak asignovat až 2%. Příjemci financí z daňové asignace musí být vedeni v rejstříku Notárské komory SR. Mohou jimi být nadace, občanská sdružení, neinvestiční fondy, neziskové organizace, Slovenský Červený kříž, Fond rozvoje odborného vzdělávání a přípravy, organizace s mezinárodním prvkem, či příjemci, který se věnuje poskytování sociální pomoci, ochraně kulturních hodnot, dobrovolnické činnosti aj. Na rozdíl třeba od Itálie Slovensko neumožňuje tyto finance věnovat přímo církvím. Příjemce musí do konce následujícího roku, kdy finance z asignací obdržel, prostředky využit; pokud mu bylo asignováno více než 3 320 eur, musí do 16 měsíců zveřejnit podrobnou zprávu, jak s prostředky naložil. Příjemci, kteří obdrželi více 33 tisíc eur jsou pak povinni si zřídit zvláštní bankovní účet, který bude sloužit jen k operacím s financemi z asignací.

### Španělsko
Španělsko patří k prvním zemím, které daňovou asignaci zavedly, a to již v roce 1988, daň mohou daňoví poplatníci (a to jak fyzické, tak právnické osoby) asignovat neziskovým organizacím či katolické církvi. V roce 2017 dokonce došlo ke změně zákona a církev přestala být přímo dotovaná státem, momentálně je tedy závislá pouze na daňové asignaci, svých vlastních příjmech a darech od veřejnosti. 
Daňová asignace je součástí daňového přiznání k dani z příjmu a daňový poplatník využívá k asignaci daňový formulář. Celkem je možné asignovat 1,4 % daňové povinnosti přičemž 0,7 % je možno darovat katolické církvi a 0,7 % na činnosti veřejného zájmu. Ve Španělsku není daňová asignace povinná a pokud není v daňovém přiznání uvedeno komu poplatník svou daň asignuje, je těchto 1,4 % věnováno státnímu rozpočtu. 
Mezi neziskové organizace, kterým je ve Španělsku možné daň asignovat patří Červený kříž, různé rodinné programy či například programy podporující osoby se zdravotním postižením.

### Estonsko
V Estonsku má asignace daní unikátní charakter, jelikož se tento koncept vztahuje pouze na poplatníky s daňovými přeplatky na daních z příjmů a nejedná se tedy o asignaci části daně. 
Od roku 2020 může být daňový přeplatek fyzickým osobám buďto vrácen na účet nebo na písemnou žádost poplatníka přepsán na účet třetích osob (§ 46 odst. 6 zákona o daních z příjmů). V případě elektronického přiznání k dani z příjmu lze přeplatek převést neprodleně, přičemž za odeslání přeplatků zodpovídá daňový úřad. 
Je možno převést jak celou část přeplatku, tak i pouze jeho část jako dar neziskovým organizacím, nadacím, náboženským organizacím atd. Nutno podotknout, že organizace, které mohou daňové asignace přijímat, jsou přesně určené v seznamu subjektů stanoveným státem. Na seznamu neziskových organizací, církví, nadací nebo nevládních organizací je momentálně kolem 2570 organizací ze kterých si daňový poplatník může vybírat.

### Rumunsko
V Rumunsku byla daňová asignace zavedena v roce 2005, tedy v čase, kdy se i v ostatních státech střední a východní Evropy daňové asignace zaváděly jako nová forma financování neziskových organizací. Rumunská asignace byla přímo ovlivněna maďarskými organizacemi a vzorem byl proto maďarský koncept. 
Proces poukázání části daně je umožněn přes speciální formulář, který je následně poslán finanční správě, přičemž za odeslání asignovaných prostředků neziskovým organizacím je zodpovědný stát. Ze začátku bylo umožněno daňovým poplatníkům asignovat pouze 1 % daně z příjmu, a to výlučně neziskovým organizacím, množství se ale poté zvýšilo na 2 % daně. V roce 2021 byla výše asignované daně opět navýšena a to na 3,5 %, které je možné věnovat neziskovým organizacím a církvím. Tyto organizace ovšem musí mít akreditaci poskytovatelů sociálních služeb stanovenou státem. 

## Historie
Daňové asignace pocházejí z náboženských zemí, kde se používaly především jako nástroj  financování církví. V roce 1988 bylo Španělsko jednou z prvních zemí, které se zapojily do programu daňových asignací. Občané se mohli rozhodnout o asignování částky ve výši 0,5 % ze svých daní. V roce 1989 zavedla daňové asignace také Itálie. Poplatníci mohli poukázat 0,8 % ze zaplacené daně na financování náboženských a charitativních aktivit církví. 
O daňových asignacích se ve střední a východní Evropě diskutovalo více v souvislosti s financováním neziskových organizací. V této části Evropy byla hlavním cílem podpora rozvíjejícího se neziskového sektoru na rozdíl od Španělska a Itálie, kde šlo ze začátku především o podporu církve. Ve střední a východní Evropě byla daňová asignace zaváděna hlavně v 90. letech a na počátku tisíciletí, mezi první státy, které začaly koncept daňové asignace s tímto cílem používat, patří Maďarsko. Daňovou asignaci tak mají zavedenou v již zmíněném Maďarsku, Estonsku (zde lze ovšem pouze o asignaci daňových přeplatků), Litvě, Polsku, Rumunsku, na Slovensku a ve Slovinsku. Česká republika je tedy jedinou zemí V4, která daňovou asignaci uzákoněnu nemá. Základní myšlenka daňových asignací je v podstatě stejná ve všech zemích, které ji zavedly. Jediný rozdíl je ve státním daňovém systému.